# The Gospel of John
The Gospel of John é um filme épico de 2003 que narra a vida de Jesus de acordo com o Evangelho de João. O filme é uma adaptação palavra por palavra da Bíblia Good News da American Bible Society.[carece de fontes?] Este filme épico de três horas segue o Evangelho de João com precisão, sem acréscimos à história de outros Evangelhos ou omissões das complexas passagens do Evangelho.

## Elenco
- Christopher Plummer como Narrador
- Henry Ian Cusick como Jesus de Nazaré
- Stuart Bunce como João
- Daniel Kash como Simão Pedro
- Stephen Russell como Pôncio Pilatos
- Alan Van Sprang como Judas Iscariotes
- Diana Berriman como Maria, mãe de Jesus
- Scott Handy como João Batista
- Lynsey Baxter como Maria Madalena
- Diego Matamoros como Nicodemos
- Elliot Levey como Natanael
- Andrew Pifko como Filipe
- Tristan Gemmill como André
- Cedric Smith como Caifás